# Charles-Fabio Brocheton
Pour les articles homonymes, voir Brocheton.
Charles Fabio Brocheton est un homme politique français né le 19 décembre 1736 à Soupir et décédé le 4 décembre 1814 à Chartres.
Avocat à Soissons, il est député du tiers état aux États généraux de 1789 pour le bailliage de Soissons. Il est ensuite président du tribunal civil d'Eure-et-Loir, puis juge à la cour d'appel de Paris en 1800.

## Sources
- « Charles-Fabio Brocheton », dans Adolphe Robert et Gaston Cougny, Dictionnaire des parlementaires français, Edgar Bourloton, 1889-1891 [détail de l’édition]